# Jackson (Minnesota)
Jackson – miasto w Stanach Zjednoczonych, w stanie Minnesota, w hrabstwie Jackson, nad rzeką Des Moines.